# Slavík modráček tundrový
Slavík modráček tundrový (Luscinia svecica svecica) je poddruh slavíka modráčka, pěvce z čeledi lejskovití.

## Výskyt
Vyskytuje se v rašeliništích a mokřinách s roztroušenými skupinami nízkých dřevin na náhorních planinách nad hranicí lesa. Na tahu se ptáci objevují v okolí vod, v porostech ostřic a rákosí s křovitými vrbami.
V roce 1978 bylo v Krkonoších doloženo hnízdění v klečovém pásmu. Od té doby je zjišťováno pravidelně na několika lokalitách v počtu 15 až 20 párů.

## Hnízdění
Je to tažný, vzácně hnízdící druh. Hnízdí na zemi, mezi rostlinami, v klečových nebo vrbových porostech. Hnízdo staví z listů, kořínků nebo mechu a jeho vnitřek vystýlá jemnou trávou, srstí a vlnou. Hnízdí v červnu až červenci a snáší 5 až 7 vajec, která jsou zelenavě šedá s červenohnědými skvrnami. Na hnízdě sedí samička a inkubační doba trvá 14 dnů. Výchova mláďat na hnízdě trvá 14 až 16 dnů.

## Potrava
Slavík se živí především hmyzem a dalšími bezobratlými, koncem léta také bobulemi.

## Význam druhu a ochrana
Je to sekundární konzument bezobratlých živočichů vlhkých náplavů a mokřadních ekosystémů, esteticky významný druh, dříve chovaný v klecích.
Populace u nás začínající hnízdit v subalpínském pásmu nejsou patrně ohroženy, jejich početnost je však dosud velmi malá. Ochrana prostředí souvisí s ochranou mokřin. K ochraně hnízdících biotopů slouží omezení horské turistiky, omezení výstavby nových cest kolem hnízdišť, omezení chemického ošetření lokalit.

### Video
Jarmila Kačírková: Slavík modráček tundrový (Luscinia svecica svecica) Krkonoše 22.6.2019

- https://youtu.be/BI2js8Gt8t8